# Drzwi Bernwarda

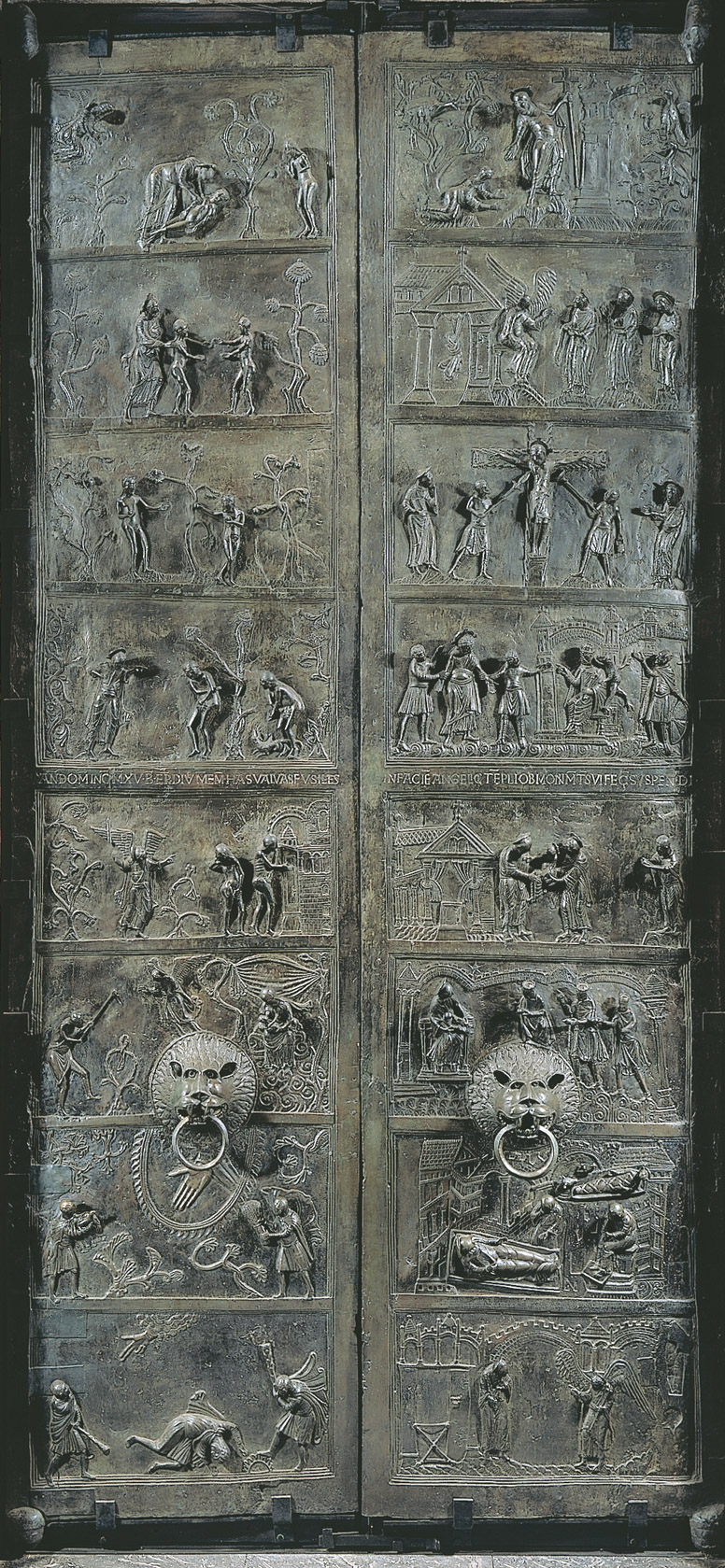
Drzwi Bernwarda

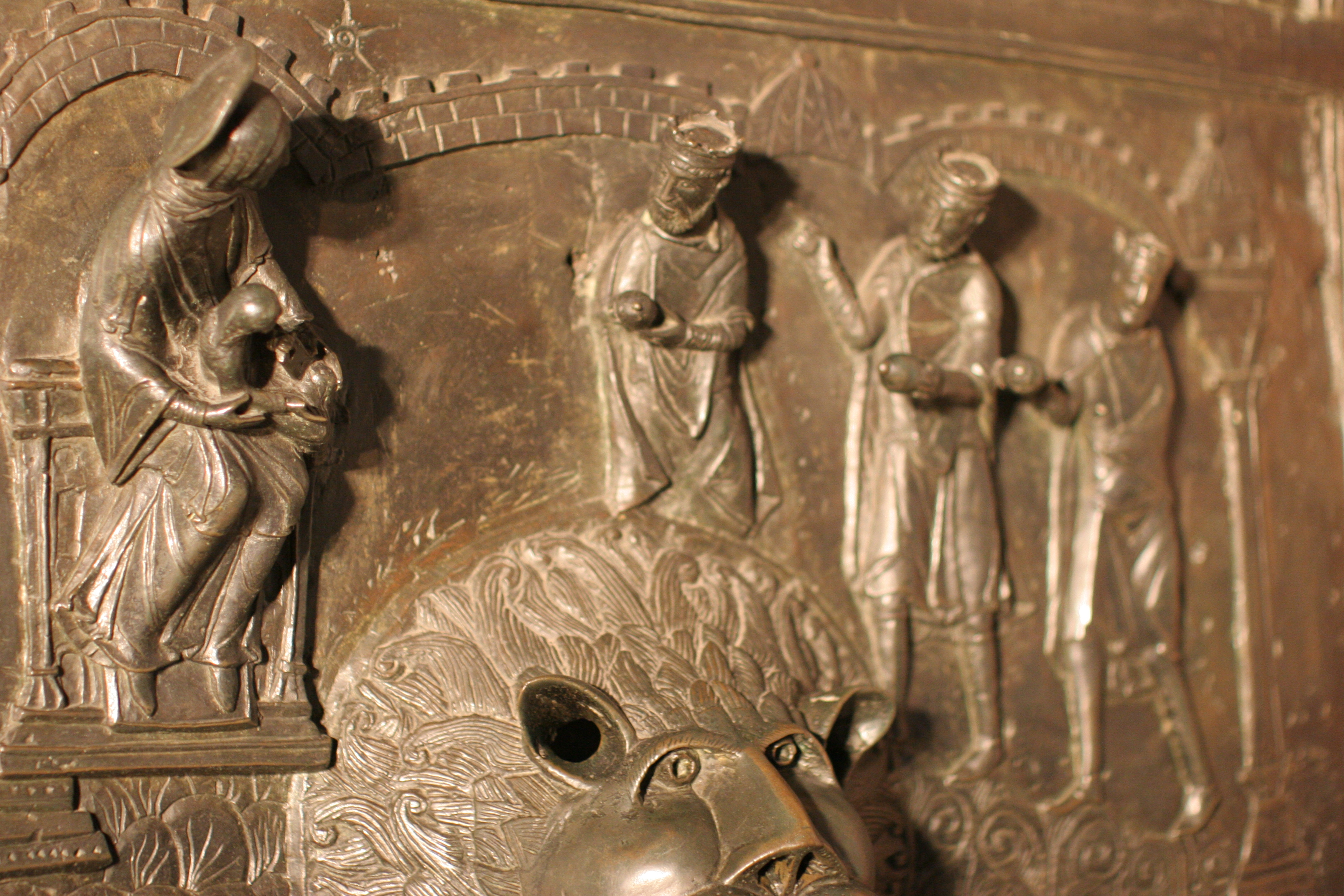
Pokłon Trzech Króli

Drzwi Bernwarda, także: Drzwi z Hildesheim – brązowe drzwi z katedry Wniebowzięcia Matki Bożej w Hildesheim. Zabytek ten jest przykładem średniowiecznej rzeźby w Niemczech; reprezentuje sztukę ottońską.

## Dzieje
Inicjatorem powstania drzwi, podobnie jak kilku innych elementów wyposażenia związanych z kościołami w Hildesheim, jest biskup Bernward (993-1022). Ufundował to dzieło dla kościoła św. Michała, zostało ono odlane w roku 1015. Data znajduje się na jednej z inskrypcji. W XIX wieku, podobnie jak kilka innych dzieł pochodzących z kościoła św. Michała, przeniesione zostały do katedry. Zostały umieszczone w zachodnim portalu, widoczne są od strony kruchty.

## Opis i analiza
Monumentalne drzwi Bernwarda składają się z dwóch skrzydeł, z których każde zostało w całości odlane. Podwoje mają wysokość 4,75 i szerokość 2,30 m, ważą ok. 2 tony. Na każdym skrzydle umieszczono po 8 reliefów ze scenami figuralnymi, prostokątnie obramionych wąskimi listwami. Na lewym skrzydle umieszczono wybrane wątki ze Starego Testamentu – historię Adama i Ewy oraz ich potomków Kaina i Abla, na prawym sceny z Nowego Testamentu, które zawierają wątki skupione wokół narodzin i śmierci Jezusa Chrystusa.
| Skrzydło lewe              | Skrzydło prawe                   |
| -------------------------- | -------------------------------- |
| Stworzenie Adama           | Noli me tangere                  |
| Poznanie Adama z Ewą       | Trzy Marie u grobu               |
| Grzech pierworodny         | Ukrzyżowanie                     |
| Potępienie grzeszników     | Chrystus przed Piłatem           |
| Wygnanie z raju            | Prezentacja Chrystusa w świątyni |
| Ziemskie życie Adama i Ewy | Pokłon Trzech Króli              |
| Ofiara Kaina i Abla        | Boże Narodzenie                  |
| Bratobójstwo Kaina         | Zwiastowanie                     |

Scenerię kwater cechuje płaski, puncowany relief. Tworzą ją elementy krajobrazowe, takie jak drzewa o silnym meandrycznym poruszeniu gałęzi, pozbawione niemal liści. Na niektórych gałęziach pojawiają się ptaki, m.in. orły. Ponadto dostrzec można elementy architektoniczne, dostosowane do treści bądź swobodnie tworzące element kompozycji lub obramujące scenę. Niektórym wątkom towarzyszą anioły, zaś w wątkach z Kainem i Ablem Manus Dei – prawica Boża. Natomiast postacie cechuje inny sposób opracowania – są to płaskorzeźby, które w górnych partiach, na wysokości ramion, występują poza lico drzwi, są trójwymiarowe, co pogłębia efekt przestrzeni. Starannie opracowane twarze kontrastują z szatami o mocno linearnym modelunku. 
O heterogeniczności Drzwi Bernwarda świadczy recepcja wpływów wywodzących się z kilku ośrodków sztuki. Oprócz Hildesheim na terenie Rzeszy zachowały się do dziś cztery tego typu zabytki, w tym troje brązowych podwoi, które znajdują się w Akwizgranie, Augsburgu i Moguncji. Odlanie dwóch skrzydeł i podział na prostokątne kwatery łączą się z drzwiami w katedrze w Moguncji, ufundowanymi przez arcybiskupa Willigisa (940-1011), który koronował dwóch królów niemieckich, Ottona III (983) oraz Henryka II (1002). Prowadził rywalizację z Bernwardem i był jego politycznym oponentem. Analogie widoczne są także w kołatkach w kształcie lwich głów. Natomiast tradycja późnoantycznej formy figur sięga dalej, do Italii, gdzie zachował się największy zespół drzwi brązowych (m.in. drzwi kościoła San Zeno w Weronie katedry w Monreale, czy katedry w Pizie, oraz drewnianych (m.in. w kościele św. Ambrożego w Mediolanie czy bazylice św. Sabiny w Rzymie). Zauważono także, iż sceny figuralne nawiązują do karolińskiego malarstwa miniaturowego, szczególnie do miniatur z Tours, nacechowanych późnoantycznymi środkami iluzjonistycznymi. 
Od strony treściowej Drzwi Bernwarda zdradzają erudycję biskupa. Wyszukany program ikonograficzny oscylujący wokół Adama i Ewy, Kaina i Abla oraz dzieciństwa i męczeńskiej śmierci Chrystusa podkreśla aspekt zbawczej ofiary Chrystusa jako odkupiciela człowieka. W średniowieczu powszechne było przedstawienie ludzkiego wymiaru Chrystusa będącego nowym Adamem, który przyszedł na świat w celu zbawczej misji, przez którą na krzyżu dokonał odkupienia ludzi z grzechów. Symbolika grzechu jest obecna na kilku kwaterach – m.in. obok Piłata jest przedstawiony diabeł, ponadto silnie podkreślono akt grzechu – np. w scenie Ukrzyżowania zamiast Marii i św. Jana u stóp Jezusa ukazani są dwaj oprawcy, jeden z nich – Stefaton podaje gąbkę z żółcią, drugi – Longinus – przebija włócznią bok. W odniesieniu do problematyki ludzkiej słabości sceny lewego skrzydła unaoczniają upadek człowieka, czego kulminacją jest bratobójstwo, natomiast treść scen w prawym skrzydle ukazuje zwycięstwo człowieka nad grzechami.